# Landes
Landes là một tỉnh của Pháp, thuộc vùng hành chính Nouvelle-Aquitaine, tỉnh lỵ Mont-de-Marsan, bao gồm 2 quận với các quận lỵ còn lại là: Dax.